# West Puente Valley
|  | Dieser Artikel wurde aufgrund von inhaltlichen Mängeln auf der Qualitätssicherungsseite des Projektes USA eingetragen. Hilf mit, die Qualität dieses Artikels auf ein akzeptables Niveau zu bringen, und beteilige dich an der Diskussion! Eine nähere Beschreibung der zu behebenden Mängel fehlt. |

West Puente Valley ist ein census-designated place (CDP) im Los Angeles County im US-Bundesstaat Kalifornien. Es hat eine Fläche von 4,5 km². Das U.S. Census Bureau hat bei der Volkszählung 2020 eine Einwohnerzahl von 22.959 ermittelt.
Das Gebiet liegt bei den geographischen Koordinaten 34,05° Nord, 117,97° West.

## Bevölkerung
Etwa 80 % der laut Volkszählung in 2000 23.866 Einwohner waren Latinos. 42,% der Bewohner sind außerhalb der USA geboren worden.

## Lage
West Puente Valley liegt im San Gabriel Valley und grenzt an Avocado Heights, Baldwin Park, City of Industry, La Puente, Valinda und West Covina.